# Kecamatan Wonotunggal (distrikt i Indonesien, lat -6,98, long 109,74)
Kecamatan Wonotunggal är ett distrikt i Indonesien.   Det ligger i provinsen Jawa Tengah, i den västra delen av landet, 300 km öster om huvudstaden Jakarta.